# New Moon on Monday
New Moon on Monday is een nummer van de Britse new waveband Duran Duran uit 1984. Het is de tweede single van hun derde studioalbum Seven and the Ragged Tiger.
Het nummer werd vooral op de Britse eilanden een hit, met een 9e positie in het Verenigd Koninkrijk. In de Nederlandse Top 40 haalde "New Moon on Monday" een bescheiden 26e positie.